# 1909 في الجزائر
أحداص سنة 1909 في الجزائر.